# Канадський діалект української мови
Канадський діалект української мови — діалект української мови, що утворився в середовищі перших двох хвиль української імміграції в Західну Канаду та їхніх нащадків. Цей діалект української мови був особливо поширений із самих початків української імміграції в Канаду в 1891 році — та проіснував аж до середини 20-го століття.
У наш час темпи приросту кількості мовців у Канаді постійно зменшуються. За даними останнього перепису населення Канади у 2016 році всього 69,5 тис. людей з усього населення Канади у 35,0 млн людей повідомили, що вони вдома розмовляють канадським діалектом української мови. Для порівняння, 15 років тому під час перепису населення Канади 2001 року 67,7 тис. канадців повідомили, що вони розмовляють вдома українською, а 25 років тому під час перепису населення Канади 1991 року — 39,5 тис. канадців. Тобто, між 1991 та 2001 роком був приріст у майже 50 %, а між 2001 та 2016 роками був мінімальний приріст всього у 2 %.

## Мовно-історичне тло
Іммігранти в Канаду перших двох хвиль (1892—1914, 1918—1939) користувалися в Канаді мовними діалектами Західної України, і їхня мова, відповідно, мала виразне діалектне забарвлення. Оскільки емігранти приїжджали в Канаду з Галичини та Буковини, їхня мова нагадувала діалекти цих регіонів: у ній містилося набагато більше слів спільних із польською, німецькою та румунською мовами, ніж із російською, — у порівнянні із сучасною українською мовою, яка ґрунтується насамперед на центральних діалектах Черкас, Полтави та Києва. Джерелом мови іммігрантів були насамперед такі говірки: надсянська, буковинська, наддністрянська, покутська та інші.

## Особливості канадсько-української мови
У першій половині ХХ століття українська мова іммігрантів була відрізана від основного ареалу української мови, по-перше, через війни й соціальні заворушення в світі, а по-друге, через значну відстань від Батьківщини. Тому мова канадських українців зазнавала впливу мов інших національних груп Канади, насамперед англійської. До того ж найбідніші селяни-піонери в Канаді вперше зустрілися з новими технологіями та концепціями, для яких в усній мові бракувало їм відповідників. Мовознавець Ю. О. Жлуктенко відмітив цю тенденцію у мові нового іммігранта в Канаді:
У новому краю український іммігрант зіткнувся з великою кількістю об'єктів, для яких він у своїй власній мові не міг знайти назв. Часом вони в ній і були, але сам цей об'єкт настільки відрізнявся від того, який цим словом називався на батьківщині, що назва відчувалася невідповідною, і треба було шукати їй заміну. Виник гострий дефіцит українських назв, який треба було якось поповнити. Найзручніше було запозичати з англійської, бо була безпосередньо зв'язана з канадською дійсністю. Тому в українському мовленні іммігрантів дуже рано починається широке використання англійських слів.
Унаслідок таких міжмовних перетинів, канадсько-український діалект почав розвиватися в зовсім іншому напрямку, ніж споріднені з ним західноукраїнські діалекти на рідних землях.

## Українська мова як мова національної меншини Канади
Оскільки мовам меншин були надані певні права ще до початку української імміграції, у степових провінціях Канади до Першої світової війни шкільні керівники толерували викладання українською мовою в двомовних англо-українських школах. Проте у воєнний період усі права мов етнічних меншин скасовано: спілкування українською в школах категорично заборонялося англо-канадською владою протягом декількох десятиліть аж до 1960-х років.
Україномовне населення Канади, як правило, в економічному плані відставало від інших етнічних груп своїм недостатнім знанням англійської мови, потрібної в більшості професій. Погано розмовляючи англійською, особливо якщо переселялися за межі етнічно українських сільських поселень, українці зазнавали глузувань та залякувань з боку мовної більшості. Канадська письменниця українського походження Мирна Косташ описувала присутню в той час дискримінацію проти українців у Канаді ось так:
Їх виховували батьки, часто залякані владою англосаксонської більшості, батьки, що навчали своїх дітей ніколи не скаржитися і не протестувати, а намагатися самим стати такими ж, як англійці. Але англійці, з якими їх закликали змагатися, і яким догоджати, називали їх «богонками», висміювали їхні імена та зовнішність. Дітей закликали бути прикладом для земляків, стати, наприклад, першим серед українців студентом юридичної школи, членом комерційної палати чи депутатом Палати громад, але на шляху до цього було надто багато перешкод: і дуже відчутний мовний акцент, і прізвище, важке для вимови, і бідність сім'ї, а квота для їхньої етнічності була вже виповнена, і їх наміри шокували сусідів-неукраїнців. Гадали, що досить їм досягти найкращих характеристик як громадян Канади — і нагорода вже на них чекатиме, але часто в цій нагороді їм відмовляли тільки з тієї причини, що вони, мовляв, не могли в достатній мірі бути справжніми канадцями.
Ті, хто переїжджали в інші сільські райони або прилеглі більші міста, як, наприклад, у Вінніпег або Едмонтон, як правило, швидко втрачали рідну мову: їхня мова стала асоціюватися з сільською відсталістю — і її вживання почало скорочуватися.

## Сучасний стан
Попри те, що на межі XIX—XX століть у слов'янських громадах Канади — на той час переважно сільських — українська мова перебрала на себе ще й функцію мови міжетнічного спілкування, що й, можливо, зумовлювалося проміжним її положенням між мовами східних, західних і південних слов'ян, то нині число носіїв української мови в Канаді продовжує скорочуватися.
Зараз державна мовна політика зазнала значних змін і стала більш терпимою стосовно іншомовних меншин. У цей час у Канаді існують двомовні англо-українські школи, українська мова викладається як предмет у початкових та середніх навчальних школах, як і державних, так і католицьких. Після схвалення першого в Альберті шкільного законодавства про двомовні програми в 1971 р. школи західної Канади пропонують навчання в англо-українських двомовних програмах. Подібні закони впроваджено пізніше у Саскачевані та Манітобі. Українську мову та літературу викладають у Манітобському, Альбертському та Саскачеванському університетах Західної Канади.
Українці, які приїхали до Канади після Другої світової війни і пізніше зазвичай не розмовляють канадсько-українською мовою — це виключно царина україноканадців.
Гурт Klooch виконує пісні канадсько-українською мовою.

## Приклади

Колишній прапор Канади, згадуваний у «Букварі» 1925 р.

Вірш про Прапор Канади (колишній) із букваря, виданого в 1925 році:
Наш прапор.
Наш прапор має три кольори: червоний, білий і синий.
Червоний означає: «Будь відважний».
Білий означає: «Будь чесний».
Синий означає: «Будь вірний».
Памятаймо о тім, коли дивимось на Наш прапор.
Приклади специфічної лексики:
| Канадсько-українська мова   | Українська літературна мова |
| --------------------------- | --------------------------- |
| пироги (праслов'ян. pirogъ) | вареники                    |
| файно                       | добре                       |
| шузи (англ. shoes)          | взуття                      |
| дев'ятдесят (застаріле)     | дев'яносто                  |
| ґара (англ. car)            | машина                      |
| айскрім (англ. ice-cream)   | морозиво                    |
| пресідник (англ. president) | голова                      |

Приклади з колекції Олександра Роїка:
1. Зробив баксинку (англ. box) сквирову (англ. square) на апстизі (англ. upstairs).
2. В Едмонтоні буди файний арцибишин (англ. exhibition) в джулаю (англ. July).
3. Ми викинули баксу (англ. box) книжок на двір по смерти нашого дєді.
4. Я нинькі кукіси (англ. cookies) спикла, пая (англ. pie) зробила, а завтра спечу кекси і банси (англ. buns).
5. Злізли ми з трина (англ. train) і несемо ті беґи (англ. bag) на плечах.
6. Ходжу в Едмонтоні по беклайнах (англ. back lane) і шукаю хліба по ґарбичах (англ. garbage).
7. Корови си лишили на бенкові (англ. bank) риверу (англ. river).